# 산척초등학교
산척초등학교는 충청북도 충주시 산척면 송강리에 있는 공립 초등학교이다.

## 학교 연혁
- 1932년 6월 4일 산척공립보통학교 개교
- 1938년 4월 1일 산척공립심상소학교로 개칭
- 1941년 4월 1일 산척공립국민학교로 개칭
- 1989년 1월 1일 원월국민학교 석천분교장 본교로 편입(행정구역 개편)
- 1989년 3월 1일 명서분교장, 방대분교장 편입
- 1991년 3월 1일 방대분교장 통폐합
- 1992년 3월 1일 명서분교장 통폐합
- 1996년 3월 1일 산척초등학교로 개칭
- 1997년 3월 1일 석천분교장이 제천백운초등학교로 통폐합
- 2022. 01. 12 산척초등학교 제87회 졸업(졸업생 4명/총 6,706명)
- 2022. 01. 12 산척중학교 제49회 졸업(졸업생 5명/총 3,506명)
- 2022. 03. 01 산척초·중학교 통합운영

## 참고 자료
- 산척초등학교 - 한국교육학술정보원 학교알리미